# Palais (Isle)
Der Palais ist ein Fluss in Frankreich, der im Département Gironde in der Region Nouvelle-Aquitaine verläuft. Er entspringt unter dem Namen Ruisseau de Ratut an der Gemeindegrenze von Francs und Saint-Cibard, entwässert generell in nordwestlicher Richtung, erreicht bei Abzac das Tal der Isle und nähert sich dem Fluss bereits auf etwa 300 Meter. Während dieser jedoch eine mächtige Schleife nach Norden zieht, behält der Palais seine Richtung bei und mündet nach rund 24 Kilometern erst an der Gemeindegrenze von Sablons und Saint-Denis-de-Pile als linker Nebenfluss in die Isle.

## Orte am Fluss
- Petit Palais, Gemeinde Petit-Palais-et-Cornemps
- Abzac
- Le Palais, Gemeinde Sablons